# Kleine Belaja (Angara-Zufluss)
Die Kleine Belaja (russisch Малая Белая, Malaja Belaja) ist der 189 km lange rechte Quellfluss der Belaja in der Oblast Irkutsk im südlichen Sibirien.

## Verlauf
Die Kleine Belaja entspringt im Südosten des Ostsajan-Gebirges auf einer Höhe von etwa 1600 m. Sie fließt anfangs etwa 100 km in überwiegend nordnordöstlicher Richtung durch das Bergland. Bei Flusskilometer 96 trifft der Onot von links auf die Kleine Belaja. Diese wendet sich später in Richtung Ostnordost. Bei Flusskilometer 22 trifft die Kleine Iket von rechts auf die Kleine Belaja. Bei Belsk vereinigt sie sich schließlich mit der weiter nördlich fließenden Großen Belaja zur Belaja. Zwischen Ende Oktober und Ende April ist der Fluss eisbedeckt.

## Einzugsgebiet
Die Kleine Belaja entwässert ein etwa 6020 km² großes Gebiet. Das Einzugsgebiet grenzt im Südosten an das der Chaita, ein rechter Nebenfluss der abstrom gelegenen Belaja, im Süden und im Westen an das des Kitoi sowie im Nordwesten und im Norden an das der Großen Belaja.